# Дребсдорф
Дребсдорф (нем. Drebsdorf) — община в Германии, в земле Саксония-Анхальт. 
Входит в состав района Зангерхаузен. Подчиняется управлению Росла-Зюдхарц.  Население составляет 108 человек (на 31 декабря 2006 года). Занимает площадь 4,29 км².

## История
В 1819 году в Дребсдорфе проживало 1865 жителей в 43 домах.